# Eskapologie

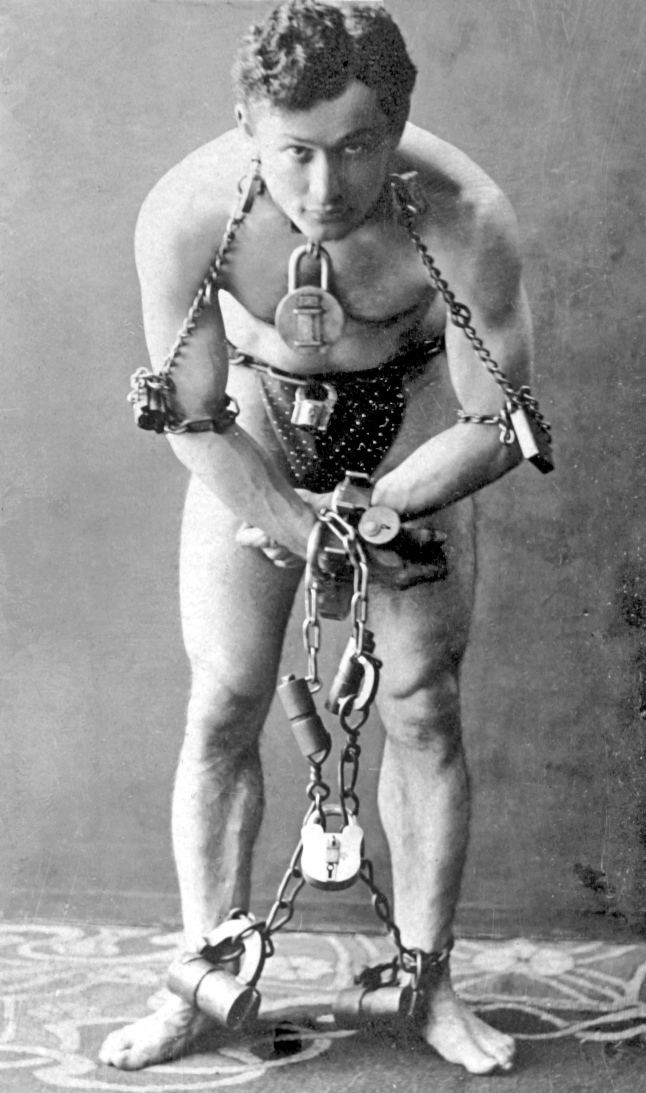
Harry Houdini

Eskapologie je ilusionistická disciplína zabývající se úniky. Člověk, který vyniká v tomto oboru, se nazývá eskapista, eskapolog či mistr úniků.
Asi největší osobností z historie eskapologie je legendární eskamotér Harry Houdini.